# Boys and Girls in America
Boys and Girls in America è il terzo album in studio di The Hold Steady, pubblicato il 3 ottobre 2006 da Vagrant Records.
Il 18 agosto 2006, il primo singolo Chips Ahoy! è stato rilasciato come download gratuito dal sito musicale Pitchfork Media. Il secondo singolo, Stuck Between Stations ha iniziato ad apparire nelle playlist radiofoniche del campus nel novembre 2006.
La voce di supporto per il brano Chillout Tent" è fornita da Dave Pirner dei Soul Asylum e Elizabeth Elmore di The Reputation. Dana Kletter (ex Blackgirls, Dear Enemy e Hole's Live Through This) ha contribuito a sostenere la voce di "Chips Ahoy!, You Can Make Him Like You e First Night.
L'album ha ricevuto un metascore di 85 su 100 su Metacritic, rendendolo (insieme con altri quattro album) il dodicesimo album meglio recensito del 2006. Magnet e The Onion's AV Club lo hanno nominato il miglior album del 2006.
Pitchfork ha valutato Boys and Girls in America 9,4 su 10 e ha nominato il quinto miglior album dell'anno. In seguito lo hanno classificato come il 64 ° miglior album del decennio. They later ranked it as the 64th best album of the decade.
Yahoo! Music ha classificato l'album 9° nella sua lista dei 25 migliori album del 2006.
La canzone Stuck Between Stations è stata classificata al 12º posto nella classifica Pitchfork delle 100 migliori canzoni del 2006 e al 63º posto nella migliore lista del 2000.
Chillout Tent è stata classificata #33 nella lista dei 100 migliori brani di Rolling Stone del 2006.

## Tracce
1. Stuck Between Stations – 4:10
2. hips Ahoy! – 3:09
3. Hot Soft Light – 3:53
4. Same Kooks (Finn, Kubler) – 2:47
5. First Night – 4:54
6. Party Pit" (Finn, Nicolay) – 3:56
7. You Can Make Him Like You – 2:48
8. Massive Nights – 2:54
9. Citrus (Finn, Kubler) – 2:44
10. Chillout Tent – 3:42
11. Southtown Girls (Finn, Kubler) – 5:10